# Kap Hooker (Viktorialand)
Das Kap Hooker ist ein Kap am nordöstlichen Ende einer Halbinsel an der Pennell-Küste im Norden des antarktischen Viktorialands, die den Davis-Piedmont-Gletscher einschließt. Gemeinsam mit dem nordnordöstlich gelegenen Kap Dayman bildet es die Einfahrt zur Yule Bay. 
Entdeckt und benannt wurde das Kap vom britischen Entdecker James Clark Ross während seiner Antarktisexpedition (1839–1843). Namensgeber ist Joseph Dalton Hooker (1817–1911), Assistenzchirurg auf dem Forschungsschiff HMS Erebus während dieser Expedition, der später ein international renommierter Botaniker wurde.